# Rhodopina meshimensis
Rhodopina meshimensis är en skalbaggsart som beskrevs av Makihara 1980. Rhodopina meshimensis ingår i släktet Rhodopina och familjen långhorningar. Inga underarter finns listade i Catalogue of Life.